# Gutalac
Gutalac is een gemeente in de Filipijnse provincie Zamboanga del Norte op het eiland Mindanao. Bij de laatste census in 2007 had de gemeente bijna 30 duizend inwoners.

## Geografie

### Bestuurlijke indeling
Gutalac is onderverdeeld in de volgende 33 barangays:
| - Bacong - Bagong Silang - Banganon - Bayanihan - Buenavista - Canupong - Cocob - Datagan - Imelda - Immaculada Concepcion - La Libertad | - Loay - Lower Lux - Lux - Malian - Mamawan - Map - Matunoy - New Dapitan - Panganuran - Pitawe - Pitogo | - Poblacion - Salvador - San Isidro - San Juan - San Roque - San Vicente - Santo Niño - Sas - Sibalic - Tipan - Upper Gutalac |

## Demografie
Gutalac had bij de census van 2007 een inwoneraantal van 29.883 mensen. Dit zijn 1.668 mensen (5,9%) meer dan bij de vorige census van 2000. De gemiddelde jaarlijkse groei komt daarmee uit op 0,80%, hetgeen lager is dan het landelijk jaarlijks gemiddelde over deze periode (2,04%). Vergeleken met de census van 1995 is het aantal mensen met 4.861 (19,4%) toegenomen.

De bevolkingsdichtheid van Gutalac was ten tijde van de laatste census, met 29.883 inwoners op 492,86 km², 60,6 mensen per km².